# 제라르 수제
제라르 수제(Gérard Souzay, 1918년 2월 8일 ~ 2004년 8월 17일)는 프랑스 태생의 바리톤 가수이다. 파리대학의 철학과에서 공부하면서 베르낙에게 사사했다. 후에 파리 음악원에 들어가 1944년 보컬리즈의 제1위를 차지하고 졸업. 리사이틀에서 포레를 불러 절찬을 받았다. 1946년엔 파리에서 <데이도와와 에네아스>로 오페라에도 데뷔했으며, 그는 특히 포레를 비롯한 프랑스 가곡, 그리고 독일 가곡 등에 뛰어난 솜씨를 보였다.